# Mundu (Tanjung)
Mundu is een bestuurslaag in het regentschap Brebes van de provincie Midden-Java, Indonesië. Mundu telt 2926 inwoners (volkstelling 2010).